# 爱德华·斯塔福德 (政治家)
爱德华·斯塔福德爵士，KCMG(Sir Edward Stafford，1819年4月23日—1901年2月14日）是一位新西蘭政治家，曾任三届新西兰总理（1856—1861，1865—1869，1872）。爱尔兰地主家庭出身。1843年在新西兰开始从事养羊业。1853年当选为纳尔逊省督。1855年由该省选入总议会。1856年第一次组阁，在任期5年主要處理與英国政府、新西兰公司和各省之间的财政安排相關事務，并使议会通过相關立法，建立3个新省，以加强中央对各省的控制。第二次内阁主要关注的问题是依靠英军对付毛利族的敌对行动，引起公众对英军造成的财政重负的反对，致使他倒台。第三任内阁不足一月（1872年9月6日—10月4日）。后继续担任众议院议员，1875年退出政界。1878年返回英格兰，次年受封爵士。1901年2月14日在伦敦去世。生有三子三女。